# 蝎子草属
蝎子草属（学名：Girardinia）是荨麻科下的一个属，为草本或亚灌木植物。该属共有8种，分布于热带亚洲和非洲。